# Соколов Максим Юрійович
Соколов Максим Юрійович (нар. 27 січня 1967, Іркутськ, СРСР) — доктор медичних наук, інтервенційний кардіолог, професор кафедри кардіології НМАПО, член правління «Асоціації інтервенційних кардіологів України», представник України в міжнародній громадській ініціативі «Stent for Life». Автор 97 наукових праць, у тому числі 4 монографій.

## Освіта
- 1988—1993 — Національний медичний університет ім. О. О. Богомольця. Закінчив навчання з відзнакою;
- 1993—1995 рр. — підготував і захистив дисертацію на здобуття наукового ступеня кандидата медичних наук за темою «Ефективність перкутанної транслюмінальної коронарної ангіопластики у хворих на стабільну стенокардію і різним морфофункціональним станом коронарного русла і міокарду»;
- 2002—2007 рр. — підготовив і захистив дисертацію на здобуття наукового ступеня доктора медичних наук «Планове коронарне стентування у хворих на стабільну стенокардію. Найближчі та віддалені результати».

## Професійна діяльність
- Спеціаліст експертної групи з кардіології та кардіохірургії Міністерства охорони здоров'я України;
- Провідний науковий співробітник відділення Інтервенційної кардіології Національного наукового центру «Інститут кардіології ім. академіка М. Д. Стражеска» Національної академії медичних наук України;
- З 2009 року професор кафедри кардіології Національної академії післядипломної освіти імені П. Л. Шупика;[3]
- Представник України в міжнародній громадській ініціативі «Stent for Life». В рамках проекту ініціював та підтримує впровадження стентування та інших сучасних технологій, що рятують життя, в процес надання допомоги при гострому інфаркті міокарда.[4] Також за цією програмою проходять курси навчання молодих фахівців для забезпечення спеціалістами кардіологічних (реперфузійних) центрів в регіонах України.

## Нагороди
- Орден «За заслуги» ІІІ ступеня (23 серпня 2021) — за значний особистий внесок у державне будівництво, зміцнення обороноздатності, соціально-економічний, науково-технічний, культурно-освітній розвиток Української держави, вагомі трудові досягнення, багаторічну сумлінну працю та з нагоди 30-ї річниці незалежності України[5]